# Encyclopédie des sciences philosophiques
 (mars 2017).
Si vous disposez d'ouvrages ou d'articles de référence ou si vous connaissez des sites web de qualité traitant du thème abordé ici, merci de compléter l'article en donnant les références utiles à sa vérifiabilité et en les liant à la section « Notes et références ».
 (mars 2017).
- Si vous ne connaissez pas le sujet, laissez ce bandeau (vous pouvez alors contacter les auteurs).
- Si vous supprimez le contenu mis en cause (vous pouvez préalablement contacter les auteurs),

argumentez précisément cette suppression dans la page de discussion
(un manque de référence n'est pas un argument ; une recherche réelle de référence doit avoir été effectuée, être formellement documentée).
L'Encyclopédie des sciences philosophiques est un ouvrage publié par le philosophe allemand Hegel, en 1817 à Heidelberg. L'ouvrage expose la philosophie hegelienne sous forme d'un système.

## Historique
L'Encyclopédie des sciences philosophiques fut aux yeux de Hegel le plus important de ses ouvrages car l'Encyclopédie n'avait pas la vocation d'être une œuvre existant à côté des autres, mais bien plutôt de les rassembler toutes en un texte unique. Ainsi la Phénoménologie de l'esprit devient-elle (sous une forme assez différente du livre qui porte ce titre) une partie du système de l'Encyclopédie, tandis que les Leçons sur l'esthétique, sur la philosophie de la religion, l'histoire de la philosophie ou la philosophie de l'histoire, ou encore les Principes de la philosophie du droit n'étaient que des développements de quelques parties importantes du système. Hegel a voulu montrer que dans toutes choses il y a de l'universalité. 

### Genèse
De l'Encyclopédie, il y eut trois éditions. La première, en 1817, avait pour vocation de fournir aux élèves un manuel permettant de se repérer dans les cours de Hegel. En 1827 puis en 1830, Hegel réédita ce livre en le modifiant beaucoup. Hegel étant mort en 1831, l'Encyclopédie représente l'ouvrage le plus fidèle aux dernières formes de la pensée de Hegel.  Après sa mort, les élèves de Hegel donnèrent une nouvelle édition de cet ouvrage, enrichi cette fois de nombreux « addenda » (parfois appelés additifs ou encore appendices), précieuses notes de cours illustrant souvent avec précision et avec un style plus concret certains passages particulièrement difficiles. Les cours de Hegel publiés séparément avaient la même fonction, mais n'ont pas intégré ces addenda en raison de leur taille trop importante.
Le but de cet ouvrage, qui est aussi, partant, celui de la philosophie de Hegel tout entière, est de réaliser un « système de la science » — c'est-à-dire à la fois de montrer l'unité des sciences, montrer comment elles s'organisent en un système unique, et de préserver la singularité de chacune en tant qu'elle se distingue des autres sciences.
Le projet de cet ouvrage remonte environ à 1801. C'est là que Hegel commence à ébaucher un système, qu'il rédige par parties. Il écrit ainsi une première 
philosophie de l'esprit. À l'époque de la Phénoménologie de l'esprit (en 1807), Hegel conçoit son système de la façon suivante :
- phénoménologie de l'esprit (« première partie du système de la science ») ;
- logique ;
- philosophie de la nature et philosophie de l'esprit.

De 1812 à 1816, Hegel publie en effet La Science de la logique ; mais en 1817, le système prend une forme nouvelle, qui sera (au moins pour l’ordonnancement des grandes parties) sa version définitive :
- science de la logique ;
- philosophie de la nature ;
- philosophie de l'esprit.

La Phénoménologie de l'esprit, quant à elle, n'est plus présentée comme l'introduction au « Système de la science », mais n'est plus qu'une partie de la Philosophie de l'esprit (Hegel).

### Postérité
La postérité de cette œuvre fut essentiellement critique : il s'agit d'une entreprise de systématisation du réel qui n'eut plus d'équivalent, mais ce fut aussi le déclencheur d'une prise de position critique contre la volonté de totalisation du savoir. Kierkegaard, Marx, Nietzsche représentent ainsi une nouvelle génération philosophique, qui trouva son identité dans une critique ou un refus de la philosophie hegelienne qui furent à divers titres les gestes fondateurs de leurs propres philosophies.

## Plan
L'Encyclopédie (dans son édition de 1830) adopte le plan suivant :

### La Science de la logique
- Doctrine de l'être
  - Qualité
  - Quantité
  - Mesure
- Doctrine de l'essence
  - L'essence comme fondement de l'existence
  - Le phénomène
  - L'effectivité
- Doctrine du concept
  - Le concept subjectif
  - L'objet
  - L'idée

### La Philosophie de la nature
- Mécanique
- Physique
- Physique organique
  - La nature minérale
  - La nature végétale
  - L'organisme animal

### La Philosophie de l'esprit

#### Esprit subjectif
- Anthropologie (étude de l'âme)
- Phénoménologie de l'esprit (étude de la conscience ou « science de l'expérience de la conscience » et du savoir absolu)
- Psychologie (étude de l'esprit)

#### Esprit objectif (Principes de la philosophie du droit)
- Droit
- Moralité (Moralität)
- Éthicité (Sittlichkeit)
  - Famille
  - Société civile (ou bourgeoise)
  - État (les Leçons sur la philosophie de l'histoire sont le développement d'une partie de cette sous-partie)

#### Esprit absolu
- Art (Leçons sur l'esthétique)
- Religion (Leçons sur la philosophie de la religion)
- Philosophie (Leçons sur l'histoire de la philosophie)